# Berstuk
Berstuk était un dieu sylvestre des Slaves et des Wendes. C'était une divinité maléfique.